# Fritz Volbach
Johann Friederich Joseph Volbach, plus connu sous le nom de Fritz Volbach, né le 17 décembre 1861 à Wipperfürth et mort le 30 novembre 1940 à Wiesbaden, est un compositeur, chef d'orchestre et musicologue allemand.

## Publications
- Die Praxis der Händelaufführung. Dissertation, Bonn 1899.
- Georg Friedrich Händel. (Berühmte Musiker - Lebens- und Charakterbilder nebst Einführung in die Werke der Meister. Volume II). 2. Auflage. Schlesische Verlagsanstalt, Berlin 1906.
- Die deutsche Musik im neunzehnten Jahrhundert. Nach der Grundlagen ihrer Entwicklung und ihren Haupterscheinungen. Kösel, Kempten/München 1909.
- Erläuterungen zu den Klaviersonaten Beethovens. Ein Buch für Jedermann. (Tongers Musikbücherei. Volume 12/14). P.J. Tonger, Köln 1924 (3rd edition).
- Beethoven. 2nd edition. Kirchheim & Co, Mainz 1929.
- Der Chormeister. Ein praktisches Handbuch für Chordirigenten mit besonderer Berücksichtigung des Männerchors. New, extended edition. Schott, Mainz 1936.
- Die Instrumente des Orchesters. Ihr Wesen und ihre Entwicklung. (Aus Natur und Geisteswelt, Volume 384). Teubner, Leipzig/Berlin 1913.
- Das moderne Orchester. Volume 1. Das Zusammenspiel der Instrumente in seiner Entwicklung. 2nd edition. Teubner, Leipzig/Berlin 1919.
- Das moderne Orchester. Volume 1: Die Instrumente des Orchesters. 2. Auflage. Teubner, Leipzig/Berlin 1921. 
Moderni orhestar. Njegov razvitak. Translation into Croatian by Božidar Širola. Edition Slave, Wien 1922.
- Handbuch der Musikwissenschaften. Volume 1. Musikgeschichte, Kulturquerschnitte, Formenlehre, Tonwerkzeuge und Partitur. Aschendorffsche Verlagsbuchhandlung, Münster 1926.
- Handbuch der Musikwissenschaften. Volume 2. Ästhetik, Akustik u. Tonphysiologie, Tonpsychologie. Aschendorffsche Verlagsbuchhandlung, Münster 1930.
- Erlebtes und Erstrebtes. E. Schneider, Mainz 1956.

## Source
- (en) Cet article est partiellement ou en totalité issu de l’article de Wikipédia en anglais intitulé « Fritz Volbach » (voir la liste des auteurs).